# Rainbow Arts
Rainbow Arts var et computerspilsudviklingsfirma og en computerspilsdistributør, der blev grundlagt i 1984 af Small Germen, i Gütersloh, Tyskland.
Deres mest kendte spil er Turrican, MadTV og Giana Sisters.
Rainbow Arts blev købt af Funsoft, og blev del af THQ, da Funsoft blev upkøbt af THQ i 1999.

## Spil
Udgivne spil fra Rainbow Arts
- Antics
- The Baby of Can Guru
- Bad Cat
- Circus Attractions
- Curse of RA
- Danger Freak
- Denaris
- Down at the Trolls
- Garrison
- Graffiti Man
- Grand Monster Slam
- Giana Sisters
- Hard 'n Heavy
- In 80 Days Around the World
- Jinks
- Katakis
- Logical
- Madness
- Oxxonian
- Rock'n Roll
- Soldier
- Spherical
- Starball
- StarTrash
- Street Gang
- Sunny Shine
- To be on Top
- Turrican
- Turrican II: The Final Fight
- The Volleyball Simulator
- Warriors
- X-Out